# Walk This Way
«Walk This Way» es una canción de la banda de hard rock Aerosmith. Fue compuesta por Steven Tyler y Joe Perry, y lanzada originalmente como sencillo de su álbum Toys in the Attic de 1975.
Alcanzó la posición 10 en el Billboard Hot 100 a principios de 1976 y el puesto número 7 en las listas Cash Box Top 100 Singles y RPM Top Singles de Canadá. Fue una de las canciones que ayudaron a elevar a Aerosmith al éxito durante los años 70.

## Historia
En diciembre de 1974, Aerosmith fue telonero de Guess Who en Honolulu. Durante la prueba de sonido, el guitarrista Joe Perry estaba jugando con riffs funk y le pidió al baterista "que pusiera algo plano con un ritmo en la batería". El riff de guitarra de lo que se convertiría en "Walk This Way" simplemente "se le escapó de las manos".

## Posicionamiento en listas
| Lista (1976–1977)                  | Máxima posición |
| ---------------------------------- | --------------- |
| Australia (Kent Music Report)      | 85              |
| Canadá (RPM Top Singles)           | 7               |
| Estados Unidos (Billboard Hot 100) | 10              |
| Estados Unidos (Cash Box Top 100)  | 7               |

## Aerosmith y Run DMC
En 1986 la canción fue regrabada por Run DMC y Aerosmith, para el disco de los raperos Raising Hell. El sencillo se convirtió en un éxito, siendo merecedor del premio "Soul Train Music Award" para el mejor sencillo de rap, en 1987.
Alcanzó el número 4 en la lista de Billboard Hot 100, el número 6 en la  Hot Dance Club Play y el 8 en la Hot Black Singles. Ambas versiones están en el Salón de la Fama de los Grammy.
La versión actuó en dos sentidos, ayudando por una parte a relanzar la carrera de Aerosmith, minada por problemas de drogas y separaciones en el seno del grupo, y por otro lado, ayudó a popularizar el Rap entre los seguidores del Rock, originariamente reticentes a la nueva tendencia, siendo de esta manera una de las primeras colaboraciones entre un grupo de Rock y uno de Rap, comúnmente citada como precedente de estilos que luego se darían en llamar como Rock de fusión, Crossover o Rapcore, según país, variaciones entre fusiones, o tipo de crítica especializada que los definiese.

## Versión de Sugababes & Girls Aloud
«Walk This Way» fue grabado en 2007 por Sugababes y Girls Aloud  como el sencillo oficial de caridad de Comic Relief. Su versión fue producida por el productor estadounidense Dallas Austin. La canción alcanzó el número 1 en la UK Singles Chart de Reino Unido, dando a Girls Aloud su tercer número 1 y a Sugababes el quinto.
El video musical fue una recreación cómica del video de Run-D.M.C. "Walk This Way" fue promocionada a través de numerosas apariciones en vivo y ha sido incluida en giras tanto de Girls Aloud como de Sugababes.

#### Lista de canciones
CD 1
1. "Walk This Way" (Radio Edit) - 3:00
2. "Walk This Way" (Vocal Mix) - 5:37)
3. "Walk This Way" (Videoclip) - 3:04

CD 2
1. "Walk This Way" (Radio Edit) - 3:00
2. "Walk This Way" (Yoad Remix) - 6:25
3. "Walk This Way" (Videoclip) - 3:04
4. "Walk This Way" (Karaoke Videoclip) - 3:04
5. Behind the Scenes Footage

#### Posiciones en las listas
| Lista (2007)                           | Máxima posición |
| -------------------------------------- | --------------- |
| Escocia (Scottish Singles Sales Chart) | 1               |
| Europa (Euro Digital Tracks)           | 6               |
| Irlanda (IRMA)                         | 14              |
| Reino Unido (UK Singles Chart)         | 1               |

## Covers y utilizaciones
En los años 80, durante la gira del álbum New Jersey, de Bon Jovi, la canción fue interpretada por los de Nueva Jersey junto a Steven Tyler y Joe Perry, de Aerosmith.
Aparece en la adaptación al cine de Los Pitufos (2011), interpretada en una versión del Guitar Hero por los propios pitufos.